# Parafia Wniebowzięcia Najświętszej Maryi Panny w Izbicy Kujawskiej
Parafia Wniebowzięcia Najświętszej Maryi Panny w Izbicy Kujawskiej – rzymskokatolicka parafia położona w mieście Izbica Kujawska. Administracyjnie należy do dekanatu izbickiego w diecezji włocławskiej.
Odpust parafialny odbywa się w uroczystość Wniebowzięcia Najświętszej Maryi Panny – 15 sierpnia.
Od 2023 roku funkcję proboszcza pełni ks. mgr lic. kan. Krzysztof Stawicki, dziekan dekanatu izbickiego.

## Kościoły
- kościół parafialny: Kościół Wniebowzięcia Najświętszej Maryi Panny w Izbicy Kujawskiej
- kościół filialny: Kaplica św. Floriana w Józefowie